# Trastorn antisocial de la personalitat
El trastorn antisocial de la personalitat consisteix en no respectar de manera repetida i patològica els drets aliens, amb trets similars a la psicopatia. Es tracta d'un trastorn freqüent entre la població diagnosticada amb problemes de salut mental (del 3% al 30% segons les malalties associades). Es cataloga com un tipus de trastorn de la personalitat des del DSM-II de 1968.

## Símptomes
Per diagnosticar el trastorn cal la concurrència de tres o més d'aquests símptomes de manera persistent:
- incapacitat de respectar les normes socials
- mentides recurrents
- extrema impulsivitat, incapacitat de planificar en el futur
- agressivitat, incapacitat de tolerar la frustració
- manca de remordiments davant les males accions

No es pot catalogar de trastorn antisocial de la personalitat si hi ha malalties mentals com l'esquizofrènia o similars, que alteren la conducta social.
Existeixen diversos subtipus d'aquest trastorn: nomàdic (incapacitat d'integrar-se en una rutina o grup, propi de rodamons), malevolent (busca fer mal, taxes de rancor agudes, propensió a sentir-se traït), possessiu (amb tendència exagerada a l'enveja i l'ambició, incapacitat de donar-se als altres), temerari (propensió a assumir conductes de risc), i narcissita (preocupació excessiva per la reputació, sentiment de la pròpia invencibilitat).

## Causes
Els pacients amb aquest trastorn sovint tenen problemes de regulació en la testosterona i baixa serotonina. Molts d'ells presentaven hiperactivitat de petits. Per això es creu que la causa del trastorn és genètica, tot i que amb una forta influència de l'ambient que fa desenvolupar conductes violentes, com ara la falta d'atenció adequada durant la infància.
Davant de l'augment en la detecció de casos, ha sorgit la polèmica sobre si les causes eren netament culturals: davant d'un canvi de valors, es tendeix a etiquetar als individus que no compleixen les normes com antisocials o perillosos i aquests tenen més risc d'exhibir conductes violentes. La majoria de psiquiatres, però, coincideixen en determinar que el grau d'allunyament dels estàndards i sobretot la relació amb els altres és el que fa distingir un individu mal adaptat d'una persona amb una malaltia mental.

## Tractament
A causa de la manca de remordiments o incapacitat d'assumir responsabilitats i compromisos dels pacients afectats pel trastorn antisocial de la personalitat, el seu tractament amb teràpia pot ser més complicat que en altres patologies. Aquestes persones poden també fingir assentiment als consells terapèutics per no ser controlats. Usualment la teràpia s'inicia a petició d'altres, siguin familiars o agents judicials.
No s'han identificat fàrmacs que tractin adequadament el trastorn, si bé determinats medicaments poden alleugerir els símptomes o ajudar al control de la conducta.